# Hamis barát
A hamis barátok (franciául: faux-amis) nyelvészeti értelemben olyan szópár, melynek tagjai különböző nyelvűek, alakjuk hasonló, de jelentésük különböző, noha van közöttük valamilyen közös jelentésbeli vagy morfológiai vonás.
Azokat a nyelvtanulókat, akik az egyik érintett nyelvet már beszélik, különösen pedig ha az az anyanyelvük, ezek a szópárok megtévesztik. Ezek a szavak „barátoknak” tűnnek, amelyek tanulás nélkül is felismerhetők, de éppen emiatt gyakran hamis jelentésben használják őket, és ez félreértésekhez vezethet. Különösen jellemző ez az albán és az arberes nyelvre. Utóbbi az albán származéka, amelyben nagy az archaizmusok száma. Különösen nagy itt a szavak közötti etimológiai mutáció, a hasonló, vagy azonos szavak nagy része egészen más jelentést hordoz az arberesben, mint az albánban.

## Jellemzők
A hamis barát mivoltnak nem feltétele a közös eredet vagy a másik nyelvből való korábbi átvétel, a hasonlóság a véletlen műve is lehet. A két nyelv közötti véletlen szóegyezést vagy hasonlóságot azonban meg kell különböztetni a hamis barátoktól, az utóbbiak köre szűkebb. A hamis barátokra ugyanis jellemzőek az alábbiak:
- többnyire nem egyeznek meg betűről betűre egymással (bár ez nem kizáró ok)
- nem tipikus funkciószavak (névmások, névelők), hanem lexikális szavak (az elöljárók már átmeneti kategóriát alkotnak, köztük már lehetnek hamis barátok)
- a jelentésükben van valami közös vonás, amely a félreértést ténylegesen lehetővé teszi. Például ha másképp nem, alkalmi szófajváltás útján azonos mondatrészi szerepűek lehetnek, és gyakran ugyanabba a témakörbe tartoznak, például mindkettő étkezési vagy éppen oktatási jellegű. Ugyancsak gyakran közös az eredetük, például valamelyik nemzetközi vándorszó, amely a külön jelentésfejlődés során egészen eltérő jelentést vett fel.

## Típusai

### Eredetük szerint
Hamis barátok háromféleképp jöhetnek létre:
1. Két független nyelv közti véletlen alaki egyezés vagy hasonlóság eredményeként, amikor két szavuk alakilag egybeesik vagy nagymértékben hasonlít, de jelentésük számottevően eltér.
  - Ilyen például az angol cold („hideg”) – olasz caldo („meleg”) szópár.
  - Ilyen például az angol gift („ajándék”) – német Gift („méreg”) szópár.
2. Két független nyelv közti kölcsönzés eredményeként, amikor két szavuk – azonos eredetük folytán – alakilag egybeesik vagy nagymértékben hasonlít, de jelentésük – az egyes nyelvek önálló fejlődése révén – számottevően eltér.
  - Ilyen például a magyar farmer szó, amely az angol eredetiben nem nadrágot, hanem földművest jelent, vagy a barát szó, mely a szlávból ered, ahol a brat „fivér”-t jelent.
3. Két rokon nyelv különválásának és eltérő fejlődésének eredményeként, amikor két szavuk – azonos eredetük folytán – alakilag hasonló vagy egybeesik, de jelentésük nagymértékben eltér. Szűkebb értelemben csak ezt a típust nevezik hamis barátnak. Az ilyen szavakat „messzire sodródott testvéreknek” is nevezhetjük, hiszen a fentiekkel szemben ezek eredetileg „vér szerinti” kapcsolatban voltak egymással (közös alapnyelvből ágazott szét az útjuk).
  - Az angol dish jelentése például „fogás”, „egytálétel”, német megfelelője, a Tisch viszont „asztal”-t jelent. Ugyanígy, a sklep a lengyelben „bolt”-ot, a csehben viszont „pincét” jelent.

A rokon nyelvek beszélőit elsősorban az utóbbi típusú, szűk értelemben vett hamis barátok vezetik félre, mivel a másik nyelv hasonlóságára építenek, és az alkalomszerű eltérések felkészületlenül érik őket. Ezek a szópárok ráadásul többé-kevésbé hasonló jelentésmezőbe tartoznak (hiszen egy tőből fakadnak), így a kontextus sem feltétlenül oszlatja el a félreértést.

### A szópárok jelentésének viszonya szerint
Egy másik felbontás az alábbi különbséget állapítja meg:
- teljesen hamis barátok: jelentésük teljesen különbözik egymástól; nincs köztük kapcsolódási pont,
- részben hamis barátok: csak egyes jelentéseik különböznek egymástól; van köztük kapcsolódási pont.
Lázár A. Péter az utóbbi csoportban az alábbi két fajtát különbözteti meg:
  - inklúziós esetek: az egyik nyelvi szó jelentése magába foglalja a másik nyelvi szó jelentését (például a dog angolul ’(általában) kutya’, magyarul ’egy bizonyos kutyafajta’),
  - átfedés: van egy közös jelentéstartomány, és mindkét nyelvben van(nak) a másikétól eltérő egyéb jelentés(ek) (például magyar akció és angol action).[1]